# 竟陵派
竟陵派，為中國明朝晚期小品文代表流派之一，繼公安派而起，文學領袖首推鍾惺、譚元春，其次則有劉侗。因其籍貫均為竟陵（今湖北省天门市），故稱為「竟陵派」。

## 主張
竟陵派反對仿摹，主張「獨抒性靈」，又認為抒寫「性靈」或「靈心」的詩才是「真詩」。即表現「幽情單緒」、「孤行靜寄」的作品，才是「真有性靈之言」。
他們反對公安派平易近人的文風。但其文學理論基本與公安派相同，不同之處在於，以幽深孤峭來矯正公安派的膚淺，詩文風格一變公安派之清新輕俊，轉為幽深孤峭，造怪句、押險韻尤為其特色。竟陵派實際上將不同的句子形式拼湊在一起，讀起來亦感詰屈聱牙、意義難明且使人費煞思量。

## 文風
竟陵派部份作品新奇雋永，不少作品則詰屈聱牙，用怪字險韻，流於矯揉造作，內容脫離現實。

## 影響
公安、竟陵兩派為萬曆中葉後文學思想主流，影響至清初始絕，流行期間達到五、六十年之久，兩派的小品文對明代小說的發展，有其鼓舞作用。鍾惺和譚元春曾合編《詩歸》一書，包含《唐詩歸》和《古詩歸》，共51卷。而《詩歸》流播廣遠，使竟陵派的影響力超越公安派。錢鍾書對竟陵的詩論評價頗高，認為竟陵派的詩論較公安派高明。

## 流弊
《明史》第二百二十八卷傳曰：“自宏道矯王、李詩之弊，倡以清真。惺復矯其弊，變而為幽深孤峭。與同里譚元春評選唐人之詩為唐詩歸，又評選隋以前詩為古詩歸。鍾、譚之名滿天下，謂之竟陵體。然兩人學不甚富，其識解多僻，大為通人所譏。”竟陵派為避免如公安派一樣流於平易淺顯的境界，便反過來一味追求幽深，並學習古人，用字上多古字僻典，幽深孤峭，乃至不通之譏。錢謙益〈鍾提學惺評〉評論竟陵派的文章，曰：“如木客之清吟，如幽獨君之冥語，如夢而入鼠穴，如幻而之鬼國。”可見他視竟陵派的作品為“鬼趣、兵象、詩妖”。 

## 代表人物
譚元春、鍾惺等合稱竟陵體或鍾譚體。钟惺、谭元春特别欣赏徐波，因此徐波被归入竟陵派。钱谦益雖攻击竟陵派不遗余力，但对徐波却推许有加，稱“元叹之诗，为一世所宗。”